# John Love

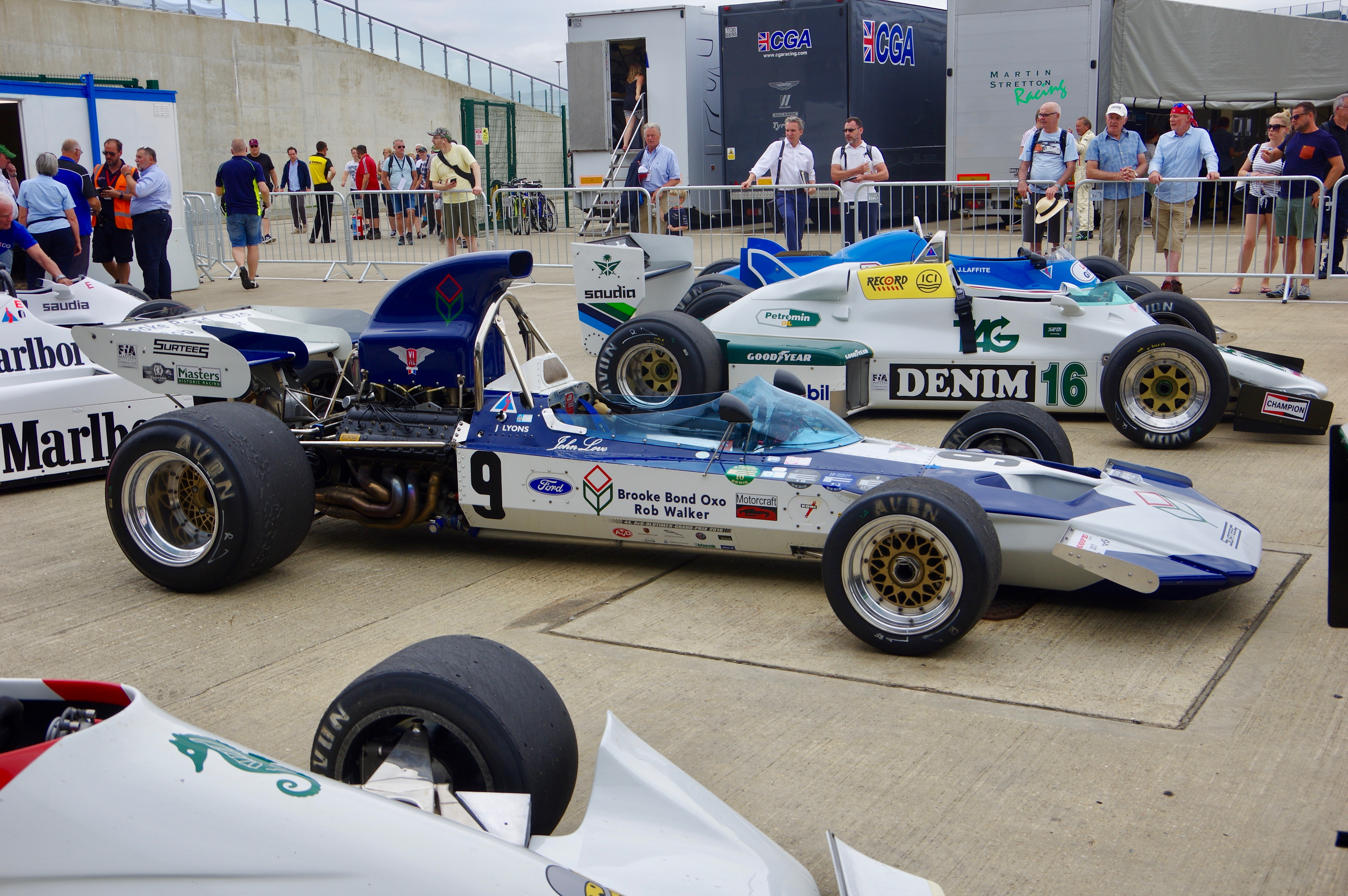
Surtees TS9 que usó Love en 1972.

John Maxwell Lineham Love (Bulawayo, 7 de diciembre de 1924-Bulawayo, 25 de abril de 2005) fue un piloto de automovilismo de la República de Rodesia. En Fórmula 1 disputó 10 Grandes Premios y obtuvo un podio.

## Resultados

### Fórmula 1
(Clave) (negrita indica pole position) (cursiva indica vuelta rápida)

| Año     | Escudería          | 1       | 2      | 3   | 4   | 5   | 6   | 7   | 8       | 9     | 10    | 11  | 12  | 13  | Pos. | Puntos |
| ------- | ------------------ | ------- | ------ | --- | --- | --- | --- | --- | ------- | ----- | ----- | --- | --- | --- | ---- | ------ |
| 1962    | John Love          | NED     | MON    | BEL | FRA | GBR | GER | ITA | USA     | RSA 8 |       |     |     |     | NC   | 0      |
| 1963    | John Love          | MON     | BEL    | NED | FRA | GBR | GER | ITA | USA     | MEX   | RSA 9 |     |     |     | NC   | 0      |
| 1964    | Cooper Car Company | MON     | NED    | BEL | FRA | GBR | GER | AUT | ITA DNQ | USA   | MEX   |     |     |     | NC   | 0      |
| 1965    | John Love          | RSA Ret | MON    | BEL | FRA | GBR | NED | GER | ITA     | USA   | MEX   |     |     |     | NC   | 0      |
| 1967    | John Love          | RSA 2   | MON    | NED | BEL | FRA | GBR | GER | CAN     | ITA   | USA   | MEX |     |     | 11.º | 6      |
| 1968    | Team Gunston       | RSA 9   | ESP    | MON | BEL | NED | FRA | GBR | GER     | ITA   | CAN   | USA | MEX |     | NC   | 0      |
| 1969    | Team Gunston       | RSA Ret | ESP    | MON | NED | FRA | GBR | GER | ITA     | CAN   | USA   | MEX |     |     | NC   | 0      |
| 1970    | Team Gunston       | RSA 8   | ESP    | MON | BEL | NED | FRA | GBR | GER     | AUT   | ITA   | CAN | USA | MEX | NC   | 0      |
| 1971    | Team Peco/Gunston  | RSA Ret | ESP    | MON | NED | FRA | GBR | GER | AUT     | ITA   | CAN   | USA |     |     | NC   | 0      |
| 1972    | Team Gunston       | ARG     | RSA 16 | ESP | MON | BEL | FRA | GBR | GER     | AUT   | ITA   | CAN | USA |     | NC   | 0      |
| Fuente: |                    |         |        |     |     |     |     |     |         |       |       |     |     |     |      |        |